# María de Zayas y Sotomayor
María de Zayas Sotomayor (Madrid, 1590-1661) fou una escriptora del segle d'or espanyol. Les seves novel·les curtes van tenir gran èxit i es van seguir reimprimint fins que al segle xviii la Inquisició va decidir prohibir-les. És, juntament amb Ana Caro de Mallén i sor Juana Inés de la Cruz, una de les tres grans escriptores del segle xvii a Espanya.

## Biografia
Va ser batejada a Madrid el 12 de setembre de 1590. Els seus pares pertanyien a la baixa noblesa: María Barrasa i Ferran de Zayas y Sotomayor. Ell era capità d'infanteria i en 1628 va obtenir l'hàbit de l'Orde de Santiago. Per estar al servei del comte de Lemos, la família es va veure sotmesa a continus trasllats que es van reflectir en l'obra de María. Van estar a Nàpols quan el comte va exercir allí el càrrec de virrei, i a Saragossa, ja que allí va publicar l'escriptora la primera part de les seves Novel·les exemplars i amoroses (1637); deu anys després, a Madrid, es va publicar Part segona del sarao i entreteniment honest (desenganys amorosos). No hi ha certesa respecte al lloc i data de la seva defunció doncs, encara que existeixen dues partides de defunció a nom de María de Zayas, una del 19 de gener de 1661 i l'altra de 26 de novembre de 1669, cap correspon a la novel·lista. També és possible que residís alguna vegada a Sevilla o Granada, o fins i tot a Barcelona, segons Kenneth Brown, ja que aquest va trobar al·lusions a l'autora en el Vexamen de 15 de març de 1643 del poeta barceloní Francesc Fontanella, així que és molt possible que residís allí en 1643. Altres dades relatives a la reimpressió d'algunes de les seves obres li permeten afirmar que, o bé va tornar a Barcelona (en 1647 o 1648), o bé mai se'n va anar d'allí. Però aquesta opinió no és molt plausible: Paul Scarron va plagiar a gairebé tots els autors rellevants del barroc espanyol. Les restants dades són encara més dubtoses i es funden en les presumptes al·lusions autobiogràfiques dels textos publicats per l'autora, amb particular predilecció pel seu feminisme, que és completament real i cert. Un feminisme premodern, com solament era possible aleshores. Uns dedueixen que ho impulsa un mer desengany personal i es tracta de simple antimasclisme i, uns altres, més centrats en la genealogia del feminisme, assenyalen la seva denúncia de l'opressió que sofreixen les dones i del tracte que reben per part dels homes.

## Obres i estil
La primera part de les seves Novel·les amoroses i exemplars o Decameró espanyol (Saragossa, 1637) està formada per deu novel·les cortesanes en que analitza els estrats socials superiors de la seva època, amb visible influència de Miguel de Cervantes.
Del Decameró de Giovanni Boccaccio pren la fórmula del marc narratiu: la reunió per culpa d'una malaltia (en comptes de la pesta, unes quartanes de Lisis) d'uns personatges que, al llarg de cinc nits narren en cadascuna d'elles dues novel·les de gran cruesa.
Enfront d'altres novel·listes contemporanis, no pretén exhibir el seu enginy cortesà complicant l'estil amb expansions i ornaments culterans, ni es fa passar per moralista sermonejant a la manera de Mateo Alemán: li interessen més l'amenitat narrativa i la descripció psicològica dels personatges i dels ambients en què es mouen. A més, hi ha un fort component de denúncia social: la seva revelació d'injustícies indignants reflecteixen una forta independència i un fort orgull femení, sense estalviar cruesa en les escenes escabroses. A més reflecteix com ningú els efectes demoledores i opresius de la passió.
La segona sèrie porta el títol de Novel·les i saraos (Barcelona, 1647) i Part segona del Sarao i entreteniments honests (1649), reeditats sota el títol de Desenganys amorosos. Tan sols es diferencia de la primera en què augmenta la truculencia i escabrositat dels arguments.
Va compondre a més una comèdia, La traïció en l'amistat, i es conserven algunes poesies seves en diverses antologies (Botello, Montalbán, Cuevas, Del Castillo) així com en la Fama Pòstuma on Juan Pérez de Montalban va recollir elogis del món de la cultura al recentment mort Félix Lope de Vega. No són testimoniatges suficients per fer-se una idea de quin grau hauria pogut arribar el seu teatre ni sobretot la seva poesia, ja que els temes que hi apareixen són força insubstancials. El valor essencial de Zayas se centra en la força de les seves creacions narratives i la seva prosa flexible, absolutament lliure dels usuals elements morals que llastren els altres novel·listes de la seva època, amb el sol precedent de Miguel de Cervantes, de manera que se la pot anomenar amb justícia la segona millor narradora "pura" de la seva època en frescor i novetat, i com el gran alcalaí no tindrà tampoc epígons. De la seva època extreu el gust morbós per la violència, la crueltat, la màgia i els encantaments, però se separa d'ella en la interpretació moral que fa dels fets i que en ella no és tant moralitat com l'escarment derivat dels fets mateixos. Aquest distanciament, i les seves virtuts d'escriptora, constitueixen el substancial de la seva eficàcia literària.
S'aproxima de vegades a la narrativa picaresca amb una cruesa que no desmereix del Buscón de Quevedo; tampoc queda enrere quan conrea el gènere de la novel·la bizantina cervantesca en La força de l'amor o El previngut enganyat. Però potser el que més sorprèn és la insòlita desimboltura amb què es comporten els personatges femenins en l'aspecte sexual i amatori: des de la que persegueix un home que veu per la balconada fins a la que amaga un amant negre en l'estable fins a devorar-lo sexualment «abans d'infinits adulteris». No en va, al segle xviii la Inquisició va prohibir reimprimir les seves novel·les.
Encara que hi ha dones que acaben malament per la liberalitat amb què es lliuren, no són totes. És també notable que es preocupin tan poc pel seu decor personal o familiar quan segueixen els seus impulsos, que és gairebé sempre: els seus personatges són absolutament passionals. Al fil de diàlegs sobre els diferents narradors entorn de la discreta Lisis, María de Zayas critica (amb la mateixa llibertat que mostren els seus personatges) totes les idees de l'època sobre l'honra i la virtut que, en la seva opinió, tant perjudicaven a les dones. Així, en una frase que recorda les de Sor Juana Inés de la Cruz, diu Lisis a un galant que proclamava el seu desig de trobar dona ximple i honrada.
De la burla picaresca abonada al tremendisme en la primera sèrie novel·lesca passa en la segona al motiu barroc per excel·lència: el desengany, que expressa de vegades la injusta burla de les dones pels homes i unes altres reflecteix una frustració gairebé metafísica per la impossibilitat que els sexes puguin viure lleialment i en harmonia: tan diferents són les forces que els governen. En L'esclava del seu amant, La innocència castigada, El botxí de la seva esposa o Malament presagio casar lluny existeix una pura fatalitat, un fat sinistre que domina les vicissituds amoroses. De la riallada en El càstig de la misèria es passa a la profunda malenconia i pesar d'Estralls que causa el vici, última narració i comiat aparent de l'autora. No hi ha dignitat en l'amor.
Lisis entra en un convent al final de les novel·les i per això molts dels seus crítics i editors han suposat que aquest va ser la destinació última de donya María de Zayas. Azorín la hi imaginava en una golfa madrilenya, mirant les teulades plujoses i els gats vagabunds.
L'estil de María de Zayas defuig els excessos retòrics propis del culteranisme, tal com declara en l'última novel·la de Desenganys amorosos.

### Francesc Fontanella
El 15 de març de 1643, Francesc Fontanella, poeta barroc català, va llegir un Vexamen o sàtira literària en vers a l'Acadèmia de Sant Tomàs d'Aquino de Barcelona en el qual, com era costum en aquest tipus de textos, el poeta havia de crear un món al·legòric que facilités l'escarni -més o menys agressiu- dels participants en el certamen. María de Zayas hi contribuí amb unes dècimes en llengua castellana i Fontanella, en repassar les obres presentades en aquesta categoria, satiritza l'aspecte físic de l'escriptora i remarca l'existència d'alguna mancança en una de les seves dècimes:
"Dona Maria de Zayas
viu, ab cara varonil
que, a bé que sayas tenia,
bigotes filava altius.
Semblava a algun cavaller,
mes ya·s tindrà a descubrir
que una espasa mal se amaga
baix las sayas femenils.
En la dècima tercera
fonc glosadora infelís,
que mala tercera té
quant lo pris vol adquirir.
O, senyora, dona Saya!,
per premiar sos bon desitgs
del sèrcol de una guarda infant
tindrà corona gentil!"
És versemblant pensar que Zayas va ser present en la lectura del Vexamen, però el cert és que no disposem de cap prova documental que ho demostri.

### Lope de Vega i Alonso Castillo Solórzano
Lope de Vega l'elogia en la silva VIII de la seva El llorer d'Apol·lo, al que ella va correspondre homenatjant-ho en un sonet. «Sibil·la de Madrid» la flama en La Garduña de Sevilla Alonso de Castillo Solórzano.

### Emilia Pardo Bazán
Durant llarg temps enfosquida per la crítica, Emilia Pardo Bazán va reivindicar la seva obra definint-la com la picardia de l'alta societat del Segle d'Or i va ressaltar alguns passatges en què va advertir el seu feminisme.
Per a María de Zayas, "les ànimes no són homes ni dones". Era molt aficionada a la lectura, com diu en el pròleg "Al que llegís" de Novel·les amoroses i exemplars.

## La lectura feminista de l'obra de María de Zayas
El feminisme pre-modern és, en la genealogia del feminisme, un primer bloc històric en el que apareixen les “primeres polèmiques feministes” i s'articulen, tant en la teoria com en la pràctica, un conjunt coherent de reivindicacions per l'assoliment de les quals s'organitzen les dones.
Andrea Blanqué, esmentant a Sandra Foa, situa l'obra de María de Zayas en la polèmica “misogínia-feminisme pre-modern". Les denúncies que fan les protagonistes de les seves novel·les tenen una finalitat de canvi social pel que no és suficient entretenir. Zayas insisteix que són veritats el que es relata, en la segona part de la seva obra que crida "Desenganys". Són veritats per al desengany.
En el mateix sentit, María José Martínez Girón, que considera que María Zayas és una feminista apassionada, afirma que pretén cridar l'atenció sobre les limitacions que la societat del seu temps imposava a les dones.
Rosa Navarro Duran analitza en l'obra de María Zayas les descripcions de la bellesa i bellesa femenina amb relació a com s'ha atribuït a aquesta bellesa la causa de tots els mals socials. No obstant això, Zayas s'esforça d'una banda a advertir a les dones que són víctimes dels enganys dels homes i per un altre, a través d'una altra de les narradores de les seves novel·les, Zayas afirma respecte als afaitis de les dones que:
En opinió de Rosa Navarro Duran, la bella Filis, narradora del "Desengany quart", encarna la veu apassionada de María de Zayas quan diu:
Rosangela Schardong, esmentant a De Lara, afirma que Zayas és la primera feminista teoritzant que conscientment esmenta la situació del sexe femení a Espanya.
No obstant això, autors com Salvador Montesa adverteixen contradiccions en el feminisme de María de Zayas, ja que defensa la igualtat entre els sexes, però no a les dones i homes oprimits per la classe social a la qual pertanyen. Melloni fa una altra crítica al feminisme de Zayas per considerar que divideix a les dones en dos estereotips: bona i dolenta. Montesinos, a més, està en la línia dels qui afirmen que “tot és inventat”, que la pretesa veritat és un tòpic més propi del gènere literari que barreja el màgic i el sobrenatural presentant-ho com a real.
Ambdues crítiques són contestades per Andrea Blanqué indicant els biaixos derivats del cronocentrisme i aplicant l'hermenèutica de la sospita en aquest interès “massa agut” per negar la veracitat dels relats. Insisteix Blanqué en què aquestes veritats les compta María de Zayas per mostrar l'engany de la versió oficial dels fets, que culpa de tots els mals a la dona.
Per la seva banda, Oliva Blanco Corujo ressalta en l'obra de María de Zayas els aspectes en els quals s'avança a la defensa de les dones plantejada per Benito Jerónimo Feijoo en el seu Discurs en defensa de les dones. L'autora del Decameró espanyol va denunciar la injustícia que a les dones no se'ls donessin estudis:

## Sèrie de Televisió
En els anys 80, Televisió Espanyola va emetre la sèrie, El jardín de Venus, amb alguns episodis basats en contes eròtics de María Zayas. La història principal s'ambientava al segle xix o principis del XX: unes persones que descansaven en un balneari es reunien cada tarda en un jardí i gaudien d'una sessió de contes, aquests sí, ambientats en altres èpoques.